# رومن پاستورلی
رومن پاستورلی (انگلیسی: Romain Pastorelli؛ زادهٔ ۲۵ مارس ۱۹۸۳) بازیکن فوتبال اهل فرانسه است.